# Schilbe marmoratus
Schilbe marmoratus es una especie de peces de la familia Schilbeidae en el orden de los Siluriformes.

## Morfología
• Los machos pueden llegar alcanzar los 21,7 cm de longitud total.

## Reproducción
Es ovíparo.

## Distribución geográfica
Se encuentran en África: cuenca del río Congo.